# 妖力女神
《妖力女神》是日本漫畫家六道神士創作的日本漫畫作品。於少年畫報社青年漫畫雜誌《YOUNG KING》2010年9月號開始連載，2011年6月20日改至《月刊YOUNG KING》2011年8月號連載，至《月刊YOUNG KING OURS GH》（《月刊YOUNG KING》2013年10月號起改名）2016年4月號連載完畢。單行本全12卷。

## 故事簡介
宮森水城是個外表不起眼的大學法律系女學生，願望就是過著不起眼的生活。但是某一天，炒地皮的流氓跑到宮森家中企圖放火，但流氓因為被發現而刺殺水城。就在水城以為自己就要死去的時候，眼前突然出現兩個美女——朱雀與竃門。但是下一個瞬間，水城發現自己沒死，自己卻跟朱雀結合在一起。原來，朱雀與竃門都是靠吃人類「時間」來活下去的妖怪；而且，若不吃「時間」，就會導致自己消失。水城「最差勁的日子」，拉開序幕！

## 登場人物
宮森水城
本作主角，大學法律系女學生，外表不起眼的短髮貧乳眼鏡娘。無意間成為宮森家土地所有權人。在自己被刺殺時被朱雀救起，卻同時將朱雀束縛在體內，外貌也和朱雀融合變成身材超好的大美女。束縛不空後長出小雞雞，差點想剪斷，不過將不空以小雞雞變化白貂的模樣獨立出來。
在去小鳥家經營的民宿時，意外撞見疑是天狗的妖怪，被吸收後成為自己的翅膀。
朱雀
突然在水城面前出現的和服美女，第一人稱為「吾」。在水城被刺殺時救了水城，卻被水城束縛在體內。
過去曾與打敗自己的和尚慧來結為夫妻。
真正的身份是由於不空的母親-不二的原因，穿越到古代的日本，忘卻了一切記憶的水城。
後來把「羅睺番眾」消滅，並決心以宮森水城的身份走完人生的路程。
竃門
與朱雀一起出現的和服美女，能夠聞到死亡的味道。稱朱雀為「姊姊」。朱雀說她「遲鈍又耐打，而且記性非常不好」。
宮森三笠
宮森家三姊弟中的長女，水城的養母。過去是號稱「千里眼」的美女，找東西之類非常準，但這只是表面的能力，實際上能夠看見無形的東西，年幼時是全盛時期，個性十分亂來、腹黑，據武藏所說此時的三笠是其他人。
宮森武藏
宮森家三姊弟中的長男，擅長劍術。年青時是一個身材魁梧、擅長二刀流的男性。
宮森延壽
宮森家三姊弟中的次男，總能吸引一堆女性為他爭風吃醋。會使用數位相機與個人電腦。三笠說他是「最差勁的花花公子」、「瘟神」，而且「跟他交往而變得不幸的人，全都會擺出似乎很幸福的表情」。年青時是一名長髮的美男子。擁有魅惑別人的能力「王之眼」。全盛時期是在15、6歲，因為教主不受他的誘惑，因此喜歡上她，更因此背叛了宮森家。
松川小鳥
水城的同班好友，喜歡戴草帽的小個子女孩。曾經被不空作為誘餌而被吃了一半，丟在宮森家附近，之後又被水城復活了。
大町日和
水城的同班好友，有常識的眼鏡女孩。
不空
男夜叉，在宮森家門前對小鳥吃一半的時間棄屍，當做試探水城的反應。與水城正面對決時佔有優勢，但不小心反被水城束縛在體內。與朱雀一樣，沒水城的同意無法出面。不過將水城將自己以小雞雞變化白貂的模樣獨立出來，但無法遠離水城太遠。
旦月
經營不動產仲介業者「青山不動産」，常常向宮森家要求出售土地。對於殺人没有任何抵觸 ，左臂有著從和尚繼承過來的刺青，擁有自我意識，并且可以跟人交流。
二十九話幫助宫森家修復结界之后，作为宫森家食客留下，被竃門變成老頭子，在宮森家負責打掃。
對殺人沒有絲毫的猶疑，對曾經殺掉自己的乙金圓的頸上捅了一刀。
小高
旦月的小弟，是某人委託旦月關照的(其死後，旦月被上司責怪看管不力而受罰)。吸食大麻。試圖縱火宮森家以示威脅，被水城發現慌張之餘刺殺水城，被竃門吃光時間，已死無全屍。但因水城改變過去，導致他沒有去過宮森家，在現在的世界裡，似乎還活著。
埴安秋葉
埴安家的孫女（偽娘），喜歡漂亮女孩子。喜欢延壽，水城，朱雀，竃門。實際上就是一個變態，喜歡用錢解決事情。
乙金圓
新興宗教「實濟智之光」教祖的代理人，言行讓人摸不着頭腦。有著能作為容器附身的才能。對她的教主大人十分忠心，因為不能忍受教主大人被當成道具利用，而服毒自殺。
慧來
曾經打敗朱雀的和尚，曾與朱雀結為夫妻。

## 用語
時間

夜叉

屍骸

宮之社

## 出版書籍
| 冊數 | 少年畫報社     | 少年畫報社             | 東立出版社     | 東立出版社             |
| 冊數 | 發售日期       | ISBN                   | 發售日期       | ISBN                   |
| ---- | -------------- | ---------------------- | -------------- | ---------------------- |
| 1    | 2010年10月7日  | ISBN 978-4-7859-3479-8 | 2011年8月15日  | ISBN 978-986-10-7593-8 |
| 2    | 2011年3月4日   | ISBN 978-4-7859-3579-5 | 2011年8月15日  | ISBN 978-986-10-7594-5 |
| 3    | 2011年6月20日  | ISBN 978-4-7859-3643-3 | 2012年1月16日  | ISBN 978-986-10-8218-9 |
| 4    | 2012年2月29日  | ISBN 978-4-7859-3794-2 | 2012年11月22日 | ISBN 978-986-10-9694-0 |
| 5    | 2012年8月8日   | ISBN 978-4-7859-3892-5 | 2013年7月4日   | ISBN 978-986-317-870-5 |
| 6    | 2013年4月30日  | ISBN 978-4-7859-5037-8 | 2014年6月3日   | ISBN 978-986-332-646-5 |
| 7    | 2013年9月30日  | ISBN 978-4-7859-5136-8 | 2014年10月13日 | ISBN 978-986-337-620-0 |
| 8    | 2014年4月25日  | ISBN 978-4-7859-5273-0 | 2015年7月17日  | ISBN 978-986-365-107-9 |
| 9    | 2014年11月25日 | ISBN 978-4-7859-5430-7 | 2015年12月3日  | ISBN 978-986-382-394-0 |
| 10   | 2015年5月16日  | ISBN 978-4-7859-5546-5 | 2017年1月17日  | ISBN 978-986-431-719-6 |
| 11   | 2016年4月30日  | ISBN 978-4-7859-5765-0 |                |                        |
| 12   | 2016年4月30日  | ISBN 978-4-7859-5766-7 |                |                        |